# Flotter Dreier
Flotter Dreier, kurz Dreier, Threesome oder Triole genannt, ist die umgangssprachliche Bezeichnung für die Ausübung von Geschlechtsverkehr zwischen drei Personen und stellt damit die kleinstmögliche Variante von Gruppensex dar.

## Motive
Die Vorstellung, gleichzeitig mit zwei Partnern Sex zu haben, ist weit verbreitet und wird zum Beispiel oft in der Literatur und im Film thematisiert. Manchmal ergibt sich der Dreier aus einer Gelegenheitssituation heraus, wie zum Beispiel einem „angeregten Abend zu dritt“, oft als einmaliges Abenteuer, wobei Alkohol und andere Drogen zur Herabsetzung von Hemmschwellen beitragen können.
Paare sehen darin manchmal eine Erweiterung ihres Sexuallebens (siehe auch Swinger), wobei Dreiersex vor allem für wirklich stabile Partnerschaften geeignet ist. Einer der beiden Partner ist oft treibende Kraft, während sich der andere eher passiv-unterstützend verhält. Einige Paare entwickeln daraus eine Dreiecksbeziehung (Ménage à trois).

## Praxis
Ein Dreier kann grundsätzlich zwischen drei Personen unabhängig ihrer Geschlechtsidentität und sexuellen Orientierung stattfinden. Eingeschränkt auf eine binäre Geschlechterordnung und Heterosexualität kann ein Dreier zwischen zwei Männern und einer Frau (male-male-female oder kurz MMF genannt) oder zwischen einem Mann und zwei Frauen (male-female-female bzw. MFF) ausgeübt werden; sowohl als heterosexuelle Variante (zwei Männer haben Geschlechtsverkehr mit einer Frau, oder zwei Frauen mit einem Mann) als auch bisexuell (der Mann hat Sex mit einem Mann und einer Frau, die Frau hat Sex mit einem Mann und einer Frau, oder alle drei haben gegenseitig Sex miteinander). Als homosexuelle Varianten werden Dreier von drei Männern oder von drei Frauen miteinander ausgeübt.
Ein Dreier beinhaltet alle Formen des Geschlechtsverkehrs, sowohl abwechselnd nacheinander zu zweit als auch gleichzeitig zu dritt in fließenden Wechseln. Dazu kommt die Lust am Zuschauen (Voyeurismus) und am Gesehen-Werden (Exhibitionismus), und die entsprechend zusätzliche Erotisierung der Situation.
Dringen zwei Männer gleichzeitig in eine Frau ein – ein Mann vaginal, der andere anal –, spricht man von einer Doppelpenetration, umgangssprachlich auch Sandwich oder Doppeldecker. Doppelpenetration ist auch möglich, wenn zwei Männer gleichzeitig in die Vagina oder seltener, und oft nur mit vorheriger Übung möglich, gleichzeitig in den Anus einer Frau oder eines Mannes eindringen. Eine weitere Variante ist die gleichzeitige Penetration von Mund und Schamregion bei einer Frau oder bei einem Mann durch zwei Männer (englisch spit roast).

## In den Künsten
Die Fantasie, gleichzeitig mit zwei Partnern Sex zu haben, wird in manchen literarischen Werken verarbeitet wie zum Beispiel in der achten Elegie von Properz’ viertem Buch,  im Debütroman Romāniņš der lettischen Autorin und Sexkolumnistin Dace Rukšāne, oder in Thomas Pynchons postmodernem Roman Against the Day von 2006.

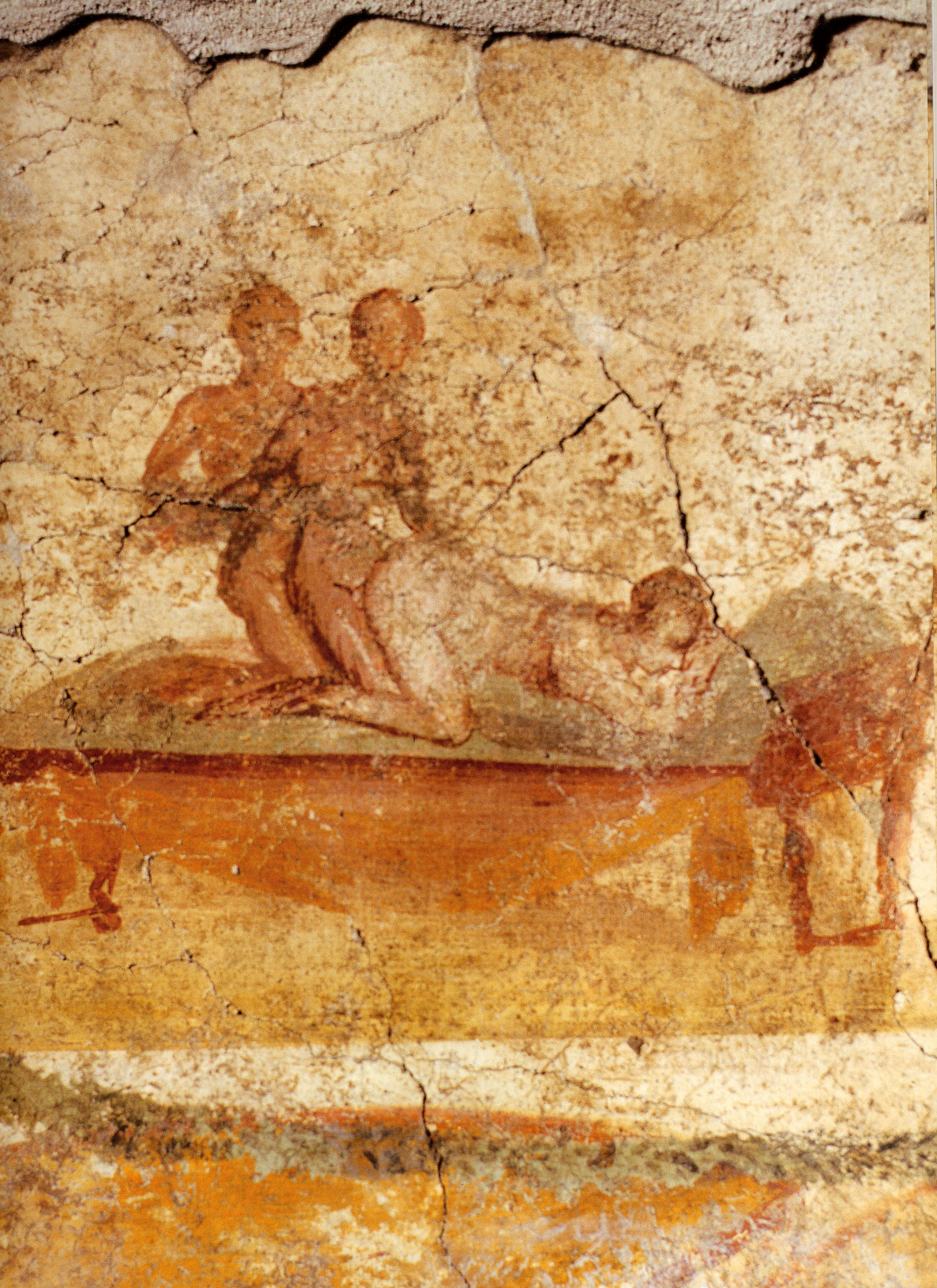
Zwei Männer und eine Frau (Pompeji, 1. Jahrhundert).
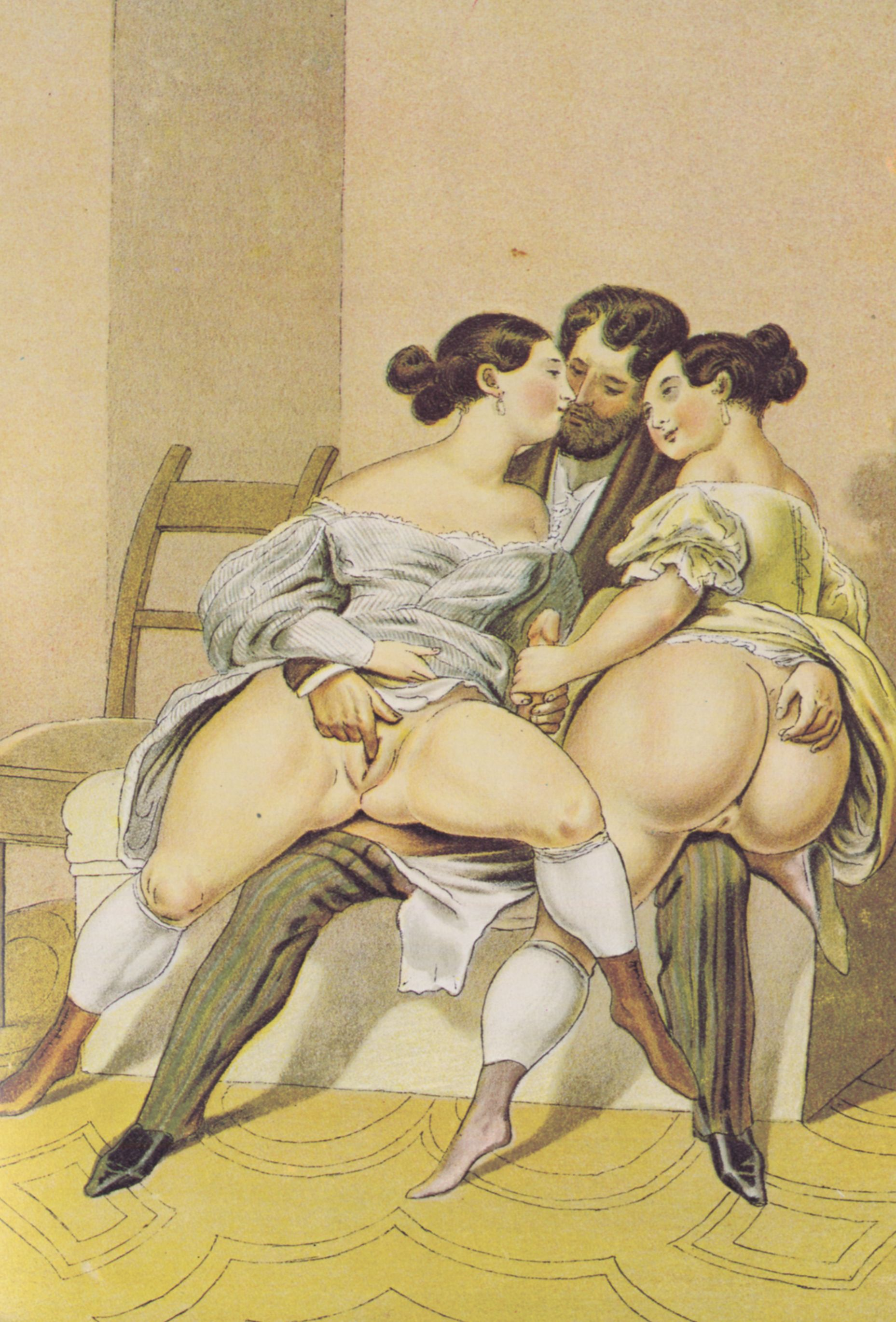
Gemälde von Peter Fendi „Der Gemeinsame Freund“  ca. 1910: Ein Mann mit zwei Frauen
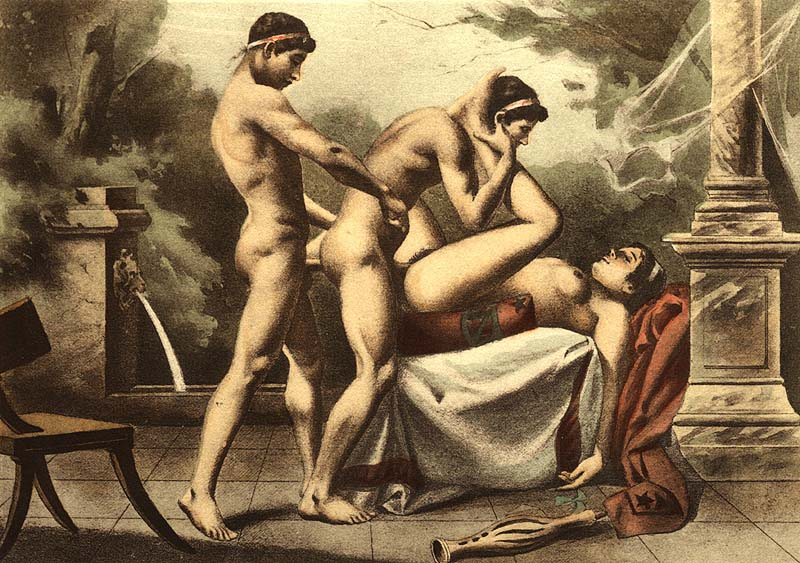
Gemälde von Édouard-Henri Avril: Eine Frau mit zwei Männern
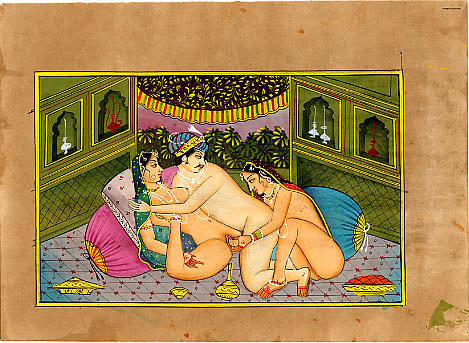
Darstellung im Kamasutra: Ein Mann mit zwei Frauen
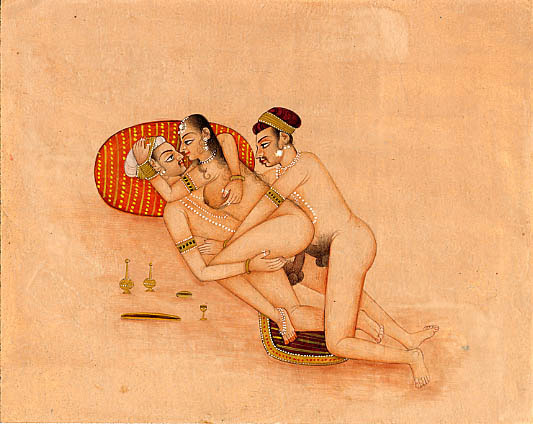
Flotter Dreier mit Doppelpenetration aus dem Kamasutra
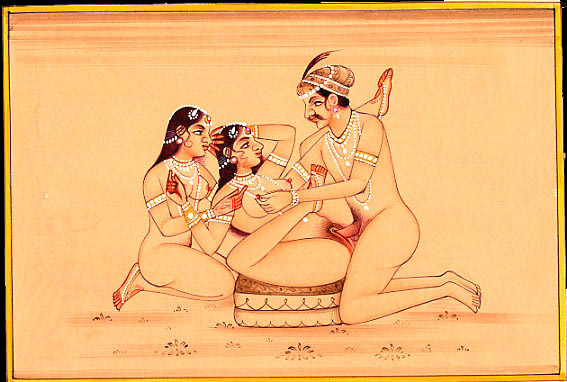
Flotter Dreier mit zwei Frauen und einem Mann aus dem Kamasutra
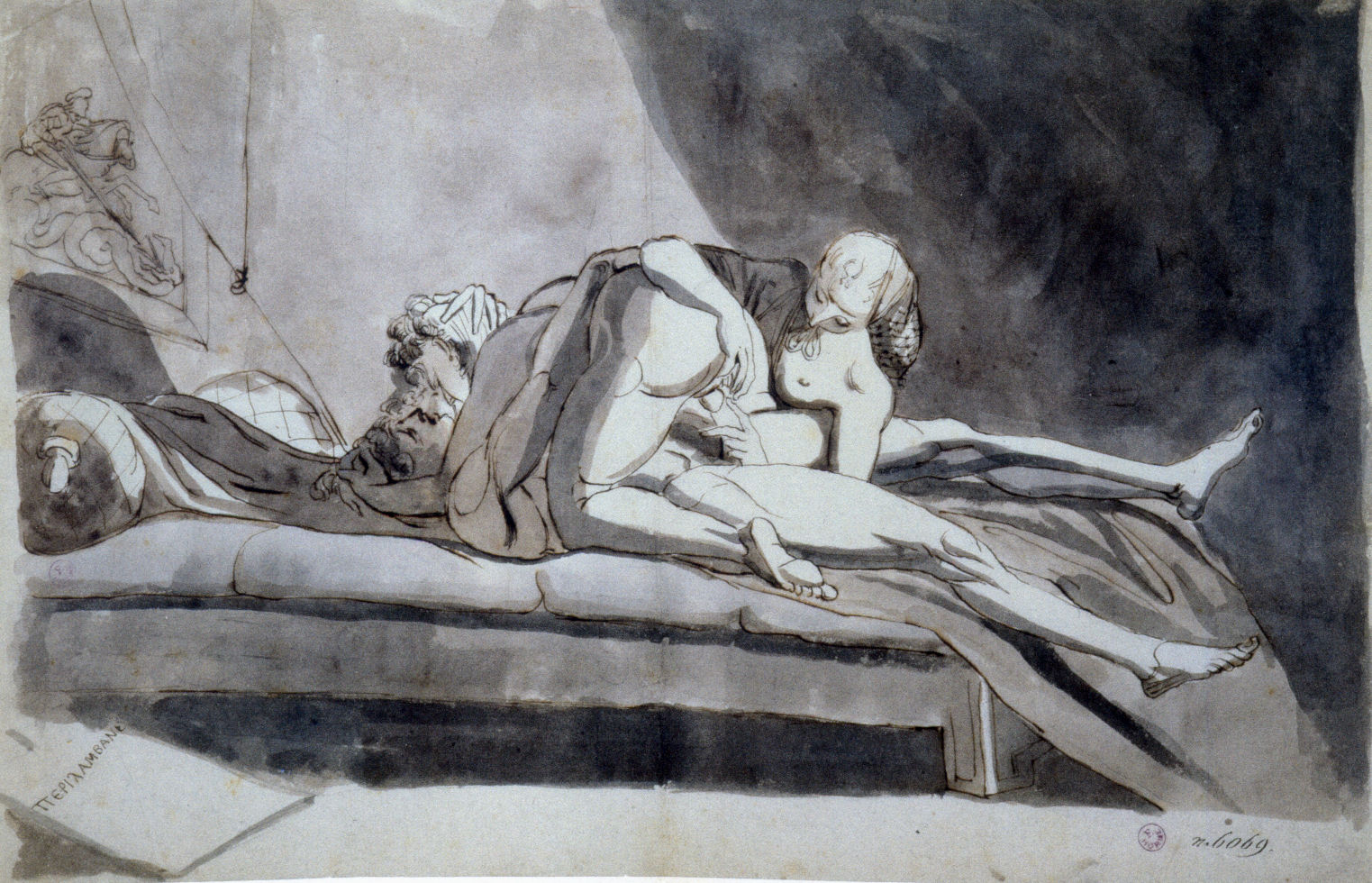
Johann Heinrich Füssli Symplegma eines Mannes und einer Frau mit helfender Dienerin. Federzeichnung, zwischen 1770 und 1778

Einige Künstler haben immer wieder in ihren Bildern den Dreier thematisiert, wie etwa Daniel Richter, von dem mehrere Werke mit solcher Benennung in dem Buch Daniel Richter – Hirn abgebildet sind. Die Berliner Band Stereo Total brachte 2001 eine kommerziell sehr erfolgreiche Single Liebe zu dritt heraus.

## Weitere Wortverwendungen
Der Begriff flotter Dreier ist immer wieder beliebt, wenn drei Personen zusammenkommen und Spaß miteinander haben. Eine von 1996 bis 2000 ausgestrahlte deutsche Fernsehserie, bei der drei Studenten in der elterlichen Wohnung des einen eine Wohngemeinschaft begründen, nannte sich „Ein flotter Dreier“. Auch die RTL-Erotik-Beratungssendung mit Erika Berger, die unter dem Titel Eine Chance für die Liebe begann, wurde zwischen 1991 und 1992 zeitweilig Ein flotter Dreier genannt. Die österreichische Kabaretttruppe Die Männer, die aus drei Männern besteht, nannte 2006 ihr drittes Programm Flotter Dreier.
Aber auch bei ganz anderen Konstellationen wird es verwendet: Joachim Mischke bezeichnete die organisatorisch nicht einfachen direkt hintereinanderfolgenden Premieren aller drei Opern (Le nozze di Figaro, Don Giovanni, Così fan tutte), für die Lorenzo da Ponte das Libretto und Wolfgang Amadeus Mozart die Musik geschrieben haben, als Ein flotter Dreier. Die Firma Warsteiner stellte auf einem Plakat ihr Standard-Bier mit einem alkoholreduzierten Light-Bier und einem alkoholfreien Fresh-Bier dar und übertitelte es einmal mit Flotter Dreier und das andere Mal mit Jedem das Eine. Eine andere Firma verkaufte eine Holzkassette mit drei verschiedenen Bränden und nannte sie Mohr-Sederl Flotter Dreier. Im Marketing wird der Ausdruck zuweilen verwendet, wenn z. B. Bäckereien drei Stücke Kuchen zu einem Aktionspreis (Mengenrabatt) verkaufen.
Als Metapher wird es manchmal für die Autos der BMW 3er-Serie oder den M3 verwendet.